# Svante Björck
Svante Björck, född 1948, död 2023, var en svensk geolog. Han disputerade 1979 vid Lunds universitet där han sedan 2000 var professor i kvartärgeologi. Efter sin doktorsexamen blev han docent i Lund och post-doc i USA. Han blev sedermera högre forskare i Lund och därefter professor i Köpenhamn 1994–2000. Han invaldes 2002 som ledamot av Vetenskapsakademien och erhöll också ett flertal vetenskapliga priser. Hans forskning rörde globala klimat- och havsnivåförändringar under den senaste istidscykeln, men också Östersjöns yngre geologiska historia.

### Fotnoter
1. 1 2  Svante Björck, Våra minnessidor, läs online, läst: 19 april 2024.[källa från Wikidata]
2. ↑  läs online, www.geology.lu.se .[källa från Wikidata]
3. ↑  ORCID Public Data File 2023, 27 september 2023, 10.23640/07243.24204912.V1, läs onlineläs online, läst: 10 november 2023.[källa från Wikidata]
4. ↑  ORCID Public Data File 2023, 27 september 2023, 10.23640/07243.24204912.V1, läs onlineläs online, läst: 10 november 2023.[källa från Wikidata]
5. ↑  läs online, www.aaas.org  .[källa från Wikidata]
6. ↑  Scherstén, Anders (5 maj 2023). ”Professor Svante Björck has passed away” (på engelska). Geologiska institutionen vid Lunds universitet. https://www.geologi.lu.se/artikel/professor-svante-bjorck-has-passed-away. Läst 19 april 2024.
7. ↑  Björck, Svante (1979) (på engelska). Late Weichselian stratigraphy of Blekinge, SE Sweden, and water level changes in the Baltic ice lake. Thesis / University of Lund, Department of quaternary geology, 0346-8976 ; 7. Lund: Dep. of quaternary geology [Kvartärgeologiska avd.], Univ. Libris 176205